# István Balog

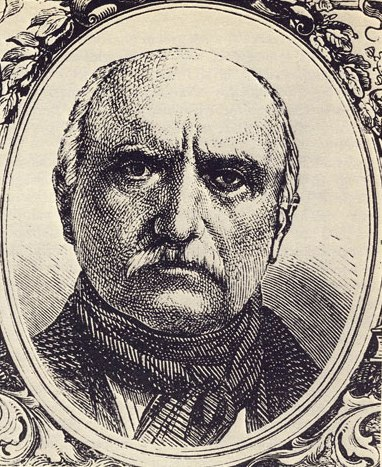
István Balog.

István Balog (Lúcs; 8 de diciembre de 1790 – Pest; 21 de junio de 1873) fue un actor, dramaturgo y director húngaro. Fundador del teatro itinerante más importante de Hungría, también fue el actor y dramaturgo más popular de principios del siglo xix. 

## Obras
- Cserny György (1812)
- Tündér Ilona (1827)
- Lúdas Matyi (1838); (Régi Magyar Könyvtár 9. Budapest, 1898)
- Mátyás diák vagy a czinkotai kántor (1838)
- Angyal Bandi (1812)
- Argyrus és Tündér Ilona (1880)
- Mátrai banditák (1836)

### Traducciones
- A bakőz (1833)
- Hajótörést szenvedők (1834)
- Hamis pénzverők (1835)
- Tréfa és valóság
- Miss Baba
- Enzersdorfi postalegény
- Kalapos és harisnyatakács
- Szerettetni vagy meghalni
- Festő és ikertestvére
- Bot, szemüveg, keztyű
- Anikó
- Lovag és szolga
- Ritka betegség
- Vadkömény árendás
- Zsák meglelte foltját